# 極軸合わせ
極軸合わせ（きょくじくあわせ、Polar alignment ）は、天体望遠鏡の赤道儀式架台において極軸を天の極に向けることをいう。

## 北半球の場合
北半球の場合の極軸合わせを説明する。

### 簡易な方式
方位磁針などで北を把握し空を見ると、自分のいる土地の緯度と同じ高度に北極星（ポラリス）が見える。2等級と明るく、近くに明るい星はないのですぐに分かるはずである。
肉眼で北極星を発見できたら、極軸がだいたい北極星の方向を向くように赤道儀式架台を地面に設置する。本格的な長時間観測や、天体写真を撮影する場合でなければ、およその見当で極軸を北極星（ポラリス）の方を向ける程度で充分である。

### 極軸望遠鏡による方式
移動できる望遠鏡の場合、極軸には小型の極軸望遠鏡が組み込まれている場合があり、短時間で精度良く簡単に極軸合わせができる。

### ファインダーによる方式
ファインダーと望遠鏡本体は平行に調整が済んでいることが前提である。精度を高くするためにはファインダーの実視野がわかっている必要がある。
- 望遠鏡をできるだけ水平に据え付ける[5]。
- 極軸の傾きを示す目盛がある場合には、土地の緯度に合わせる[5]。
- 鏡筒と極軸が平行になるようにして固定し、方向修正微動で望遠鏡を北極星の方向に向け、ファインダーの視野に北極星を入れる[5]。極軸の傾きが合ってないと視野に入らない場合があるので、その場合は極軸の傾きを変えてみる[5]。
- ファインダーの十字線に、北極星が重なるよう調整して固定する[5]。
- 赤経のクランプを緩め、望遠鏡を極軸の周囲に回転させながらファインダー内の北極星の動きを見、北極星が視野から外れず十字線の交点を中心に円を描くように調整する[5]。
- ファインダーの実視野が何度あるかと、2000年分点で「ポラリスは天の北極から約44分カシオペヤ座ε星の方にある」「天の北極はポラリスから約44分おおぐま座η星（北斗七星の柄の先端）の方にある」という事実から、真の天の北極にファインダー十字線の交点が来るよう方向微動と極軸の傾きで調整する[5]。この時赤緯微動、赤経微動は使用しない[5]。またファインダー視野が倒立像であることに注意する[5]。

### 日周運動による方式
かなりの高精度で設置できる。十字線の入った接眼レンズを主望遠鏡に取り付け、何か星を見つけて視野中心に一致させる。モータードライブが装着されている場合には一時停止する。星が動いていく方向が視野の西であり、その反対側が東である。赤緯微動だけで望遠鏡を北極の方へ動かして、視野の星がずれていく方向が視野の南、その反対が北である。その後モータードライブなり赤経微動のみで東西を追尾した場合に、南北どちらに星がずれていくかでどちらに修正すればいいのかを探る。ただしこの方法は慣れが必要になる。
- 北東天の星を見て、星が北にずれていく場合、天の極に対して極軸が高すぎるので下げる必要がある[1][4]。
- 北東天の星を見て、星が南にずれていく場合、天の極に対して極軸が低すぎるので上げる必要がある[1][4]。
- 天の赤道付近にある南天の星を見て、星が北にずれていく場合、天の極に対して極軸が西向きすぎるので東に向ける必要がある[1][4]。
- 天の赤道付近にある南天の星を見て、星が南にずれていく場合、天の極に対して極軸が東向きすぎるので西に向ける必要がある[1][4]。

### 目盛環による方式
ある程度大きく正確な目盛環が必要である。かなりの手数が必要で、また複雑である。

### カーチス写真法
手間と時間がかかるので、かなりの精度で据え付けが完了している望遠鏡で検査、精度向上のために使われる。
- 望遠鏡を写真撮影できる状態にして天の北極に向ける。この場合ドイツ式赤道儀やイギリス式赤道儀では極軸の東側に望遠鏡が来るようにする[4]。
- 西へ時角にして1時間ずつ極軸を回転させながら、それぞれ10秒から20秒の露出で計13回、多重露出で撮影する[4]。
- 1時間から2時間、モータードライブを停止し固定撮影する[4]。
- 撮影された画像を見て、13個の星像が描く円弧の中心が赤道儀の極軸が向いている方向であり、固定撮影で写った実線の円弧の中心が天の北極である[4]。座標測定器があるならばズレを測定する。ない場合は写真を大きく引き伸ばし、どちらにどれだけズレているかを求める[4]。
- 求めたズレを補正するよう赤道儀の向きを調整する[4]。